# Szczeciak złotawy
Szczeciak złotawy (Hypsipetes affinis) – gatunek średniej wielkości ptaka z rodziny bilbili (Pycnonotidae). Występuje endemicznie na dwóch wyspach w Indonezji (Azja Południowo-Wschodnia). Nie jest zagrożony wyginięciem.

## Taksonomia
Takson po raz pierwszy opisany w 1841 roku przez francuskich zoologów Jacques’a Hombrona i Honoré Jacquinota, którzy nadali nowemu gatunkowi nazwę Criniger affinis. Jako miejsce typowe autorzy wskazali Waru na wyspie Seram należącej do Indonezji.
Gatunek ten był później zaliczany do rodzaju Thapsinillas lub Hypsipetes. W tradycyjnym ujęciu systematycznym wyróżniano 9 podgatunków T. affinis. Autorzy opublikowanego w 2005 roku 10. tomu Handbook of the Birds of the World wydzielili 6 z tych podgatunków do odrębnego gatunku T. longirostris (szczeciak wielkodzioby), w obrębie T. affinis pozostawiając podgatunek nominatywny, T. a. flavicaudus i T. a. mysticalis. Na podstawie późniejszych badań (2007) za osobny gatunek został uznany T. mysticalis (szczeciak żółtolicy). Badania filogenetyczne, których wyniki opublikowano w 2017 roku, wykazały, że rodzaj Thapsinillas jest osadzony w obrębie Hypsipetes i został z nim zsynonimizowany.
Obecnie wyróżnia się dwa podgatunki Hypsipetes affinis:
- H. affinis affinis (Hombron & Jacquinot, 1841)
- H. affinis flavicaudus (Bonaparte, 1850)

## Zasięg występowania
Szczeciak złotawy jest endemitem należącego do Indonezji archipelagu Moluków. Poszczególne podgatunki zamieszkują:
- H. affinis affinis – Seram
- H. affinis flavicaudus – Ambon.

## Morfologia
Długość ciała 22–24 cm; masa ciała około 46 g.

## Status
Międzynarodowa Unia Ochrony Przyrody (IUCN) uznaje szczeciaka złotawego za gatunek najmniejszej troski (LC, Least Concern). Liczebność populacji nie została oszacowana, aczkolwiek ptak ten opisywany jest jako dość pospolity na wyspie Seram. BirdLife International ocenia trend liczebności populacji jako spadkowy ze względu na wylesianie w obrębie zasięgu występowania tego gatunku.